# Perrigny (Yonne)
Perrigny település Franciaországban, Yonne megyében. Lakosainak száma 1254 fő (2022. január 1.). Perrigny Appoigny, Auxerre, Branches, Charbuy, Monéteau és Saint-Georges-sur-Baulche községekkel határos.

## Népesség
A település népességének változása:
| Lakosok száma | 1289 | 1285 | 1310 | 1272 | 1266 | 1258 | 1266 | 1260 | 1254 |
|               | 2013 | 2015 | 2016 | 2017 | 2018 | 2019 | 2020 | 2021 | 2022 |